# Heidkamp (Bergisch Gladbach)
Heidkamp ist ein Stadtteil von Bergisch Gladbach und gehört unter Nr. 23 zum Statistik-Bezirk 2 der Stadt.

## Geschichte

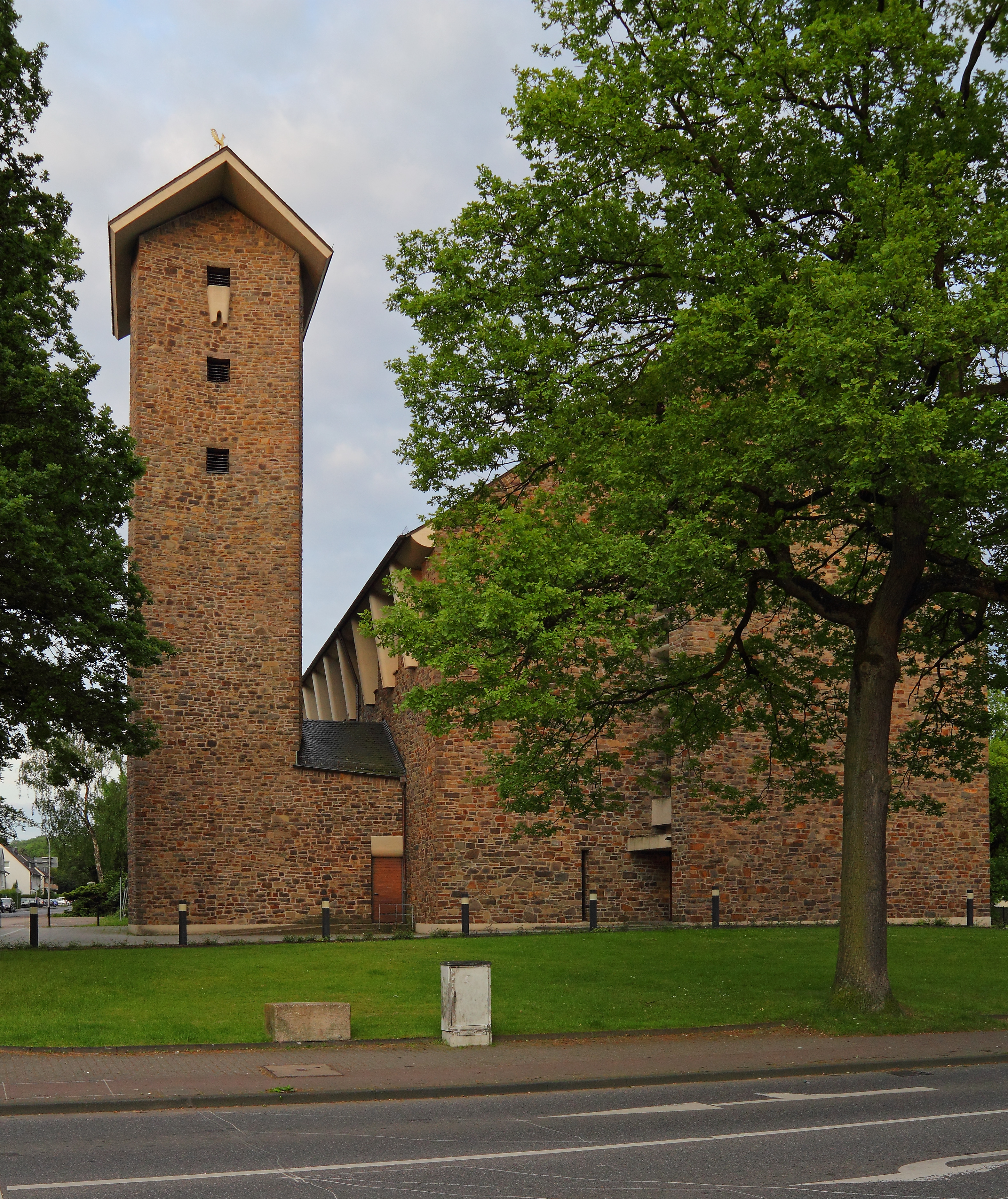
Pfarrkirche St. Joseph in Heidkamp

Die Siedlung Heidkamp ist aus einer frühneuzeitlichen Hofgründung hervorgegangen, die erstmals 1582 als „am Heidkamp“ belegt ist. Bedingt durch die einsetzende Industrialisierung entwickelte sich aus dem früheren „Heidkamps Gut“ eine größere Siedlung, aus der sich um 1830 die Ortsteile Unter-, Mittel- und Oberheidkamp bildete. Hier wurden 1858 zusammen 120 Bewohner gezählt. Das Urkataster erwähnt die größere Siedlung „Mittel Heidkamp“ beiderseits der alten „Straße von Gladbach nach Bensberg“. „Unter Heidkamp“ wird als westlich und „Ober Heidkamp“ als östlich der Bensberger Straße gelegen aufgeführt. Der Siedlungsname Heidkamp (=Kamp/Feld in der Heide) charakterisiert die topographische Lage auf dem bergischen Heidesandstreifen.
Der Wohnplatz Heidkamp wurde 1975 um den früher zu Gronau gehörenden Teil Gronauer Waldsiedlung erweitert.
Das Gewerbegebiet Zinkhütte bietet vielen Menschen Arbeitsplätze. Hier befindet sich die Firma Krüger GmbH & Co. KG.

## Bergbau
Die Braunkohlenstraße erinnert noch heute daran, dass hier seit Jahrhunderten Braunkohle besonders für die vielen Kalkbrennereien abgebaut worden ist.

## Bevölkerung
Nach der EDV-Einwohnerdatei verfügte Heidkamp am 30. Juni 2017 über insgesamt 6.362 Einwohner (darunter 1.018 Ausländer) und ist damit einer der einwohnerstärksten Stadtteile der Stadt Bergisch Gladbach. Die Altersgruppe über 65 war mit 1.360 Einwohnern (darunter 111 Ausländer) stärker als die Altersgruppe unter 18 Jahre mit nur 1.055 (darunter 149 Ausländer).

## Religionen
- Beim Bau der wuchtig wirkenden katholischen Kirche St. Joseph wurde hauptsächlich Lindlarer Grauwacke verwendet. Dies verleiht dem Gebäude einen starken, widerstandsfesten Charakter.
- Die evangelischen Christen besuchten seit der Fertigstellung der neuen Kirche die alte ehemals katholische Pfarrkirche. 1964 wurde in der Martin-Luther-Str. dann die ev. Kirche Zum Frieden Gottes eingeweiht.